# Уразов, Даянчклыч Чарыярклычевич
Даянчклыч (Даянч) Чарыярклычевич Уразов (туркм. Dayançgylyç Çäryýarklyçewiç Urazow, 15 декабря 1978) — туркменский футболист, нападающий. Выступал за сборную Туркменистана.

## Клубная карьера
Воспитанник ашхабадской «Нисы». В 2001 году играл за читинский «Локомотив» в первом дивизионе России, сыграл 7 матчей, в основном выходя на замену. На следующий год вернулся в «Нису», а в 2003 году в её составе стал чемпионом страны и лучшим бомбардиром чемпионата Туркменистана (21 гол).
В 2004 году перешёл в казахстанский «Экибастузец», но уже через пол-сезона вернулся в «Нису», а следующим летом ушёл в другой туркменский клуб — «Газчи». В дальнейшем играл в узбекских «Нефтчи» и «Согдиане», армянском «Улиссе» и снова в «Экибастузце».
Сезон 2009 года начал в ФК «Ашхабад», летом перешёл в «Алтын Асыр». По итогам сезона стал четвёртым бомбардиром чемпионата (10 голов). В 2010 году продолжил играть за «Алтын Асыр».
О выступлениях в следующих двух сезонах сведений нет. В 2013 году числился в составе «Ахала». В 2014 году выступал за ашхабадский «Талып Спорты».

## Международная карьера
В 2003—2004 годах выступал за сборную Туркменистана, сыграл 8 матчей.

## Личная жизнь
Старший брат Даянча Уразова — Дидар Уразов, также выступавший за «Нису» и сборную Туркменистана.

## Достижения
- Чемпион Туркменистана: 2003
- Лучший бомбардир чемпионата Туркменистана: 2003